# MÉV 1–2, 9–16
Die MÉV 1–2, 9–16 waren Güterzug-Schlepptender-Dampflokomotiven der Ungarischen Nordbahn (Magyar Északi Vasút, MÉV).
Die MÉV beschaffte diese zehn Lokomotiven bei Sigl in Wiener Neustadt von 1865 bis 1869. Die Fahrzeuge erhielten die Betriebsnummern  1–2 und 9–16. Nach der Verstaatlichung der MÉV behielten sie ihre Nummern. 1891 erhielten sie bei der Ungarischen Staatsbahn (MÁV) die Kategoriebezeichnung IIIb und die Nummern 2221–2230. Ab 1911 wurden sie als 355,001–010 bezeichnet.
Nach dem Ersten Weltkrieg kamen die 355,003 und 004 zu den ČSD, die sie ausmusterten, ohne ihnen eine eigene Reihenbezeichnung zuzuweisen. Die MÁV musterte ihre Maschinen bis 1928 aus.